# Evacuação de Lower Manhattan em 11 de setembro de 2001
A Evacuação de Lower Manhattan, também conhecida como 9/11 Boatlift, refere-se à operação de resgate marítimo emergencial realizada em 11 de setembro de 2001, logo após os ataques terroristas ao World Trade Center, em Nova Iorque. Após a colisão do Voo United Airlines 175 contra a Torre Sul, a Autoridade Portuária de Nova Iorque e Nova Jérsei determinou o fechamento de todas as pontes e túneis sob sua jurisdição. Pouco depois, a MTA Bridges and Tunnels, uma agência da Metropolitan Transportation Authority (MTA) também suspendeu seus serviços, impossibilitando a evacuação terrestre de milhares de pessoas que se encontravam em Lower Manhattan.
Antes do fechamento das rotas terrestres, diversos barcos do Corpo de Bombeiros de Nova Iorque (FDNY) já haviam sido enviados a Lower Manhattan, apenas minutos após a colisão do Voo American Airlines 11 contra a Torre Norte do World Trade Center. Com o colapso da Torre Sul, uma onda de pânico tomou conta da região, e milhares de pessoas começaram a se dirigir em massa aos píeres do rio Hudson, para evacuar Lower Manhattan.

## Antecedentes
Após a colisão do Voo United Airlines 175 na Torre Sul do World Trade Center, a Autoridade Portuária de Nova Iorque e Nova Jérsei, seguida pela MTA Bridges and Tunnels parte da Metropolitan Transportation Authority (MTA), determinaram o fechamento imediato de todas as pontes e túneis sob sua jurisdição, incluindo as travessias do East River, como a Ponte do Brooklyn. A Guarda Costeira dos Estados Unidos, Setor de Nova Iorque, também havia fechado o Porto de Nova Iorque a todos os navios. Essa medida, impediu que milhares de pessoas deixassem Lower Manhattan por via terrestre. Com o colapso da Torre Sul, o pânico entre as pessoas em Lower Manhattan intensificou, e uma multidão começou a se deslocar em direção aos píeres do Rio Hudson, buscando serem evacuadas da ilha.

## Evacuação por vias terrestres
Após o fechamento das vias terrestres, muitos civis que não se dirigiram aos píeres buscaram evacuar Lower Manhattan a pé, atravessando pontes como a Ponte do Brooklyn. Veículos foram abandonados em meio ao congestionamento gerado pelo bloqueio repentino, enquanto os pedestres avançavam sob uma espessa nuvem de poeira, proveniente do colapso das torres do World Trade Center.
As pontes e túneis do MTA Bridges and Tunnels ficaram fechados por pelo menos um dia após os ataques.

## Evacuação marítima

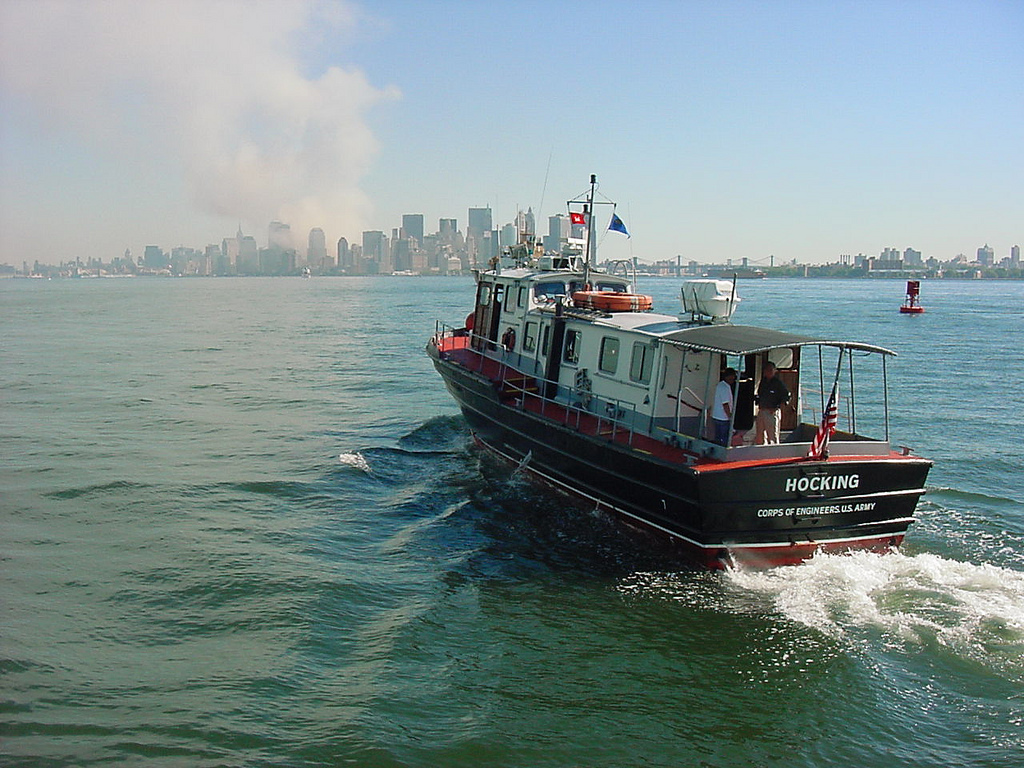
O barco patrulha Hocking dirigindo-se para Lower Manhattan para prestar assistência após os ataques ao World Trade Center

Nos primeiros relatos da evacuação, um grande número entre 500.000 e 1 milhão de pessoas foram evacuadas por barco, com um número estimado de cerca de 270.000 pessoas realmente evacuadas. Foram utilizados cerca de 130 a 150 barcos na operação, desde balsas de Staten Island com capacidade para cerca de 6.000 pessoas até botes infláveis que podiam transportar cerca de dois ou três passageiros por vez.

### Resposta da Guarda Costeira e do governo
O Serviço de Tráfego Marítimo da Guarda Costeira dos Estados Unidos e a Unidade Portuária do Departamento de Polícia de Nova Iorque emitiram vários chamados de emergência por rádio a todas as embarcações próximas para ajudar na evacuação do Battery Park. Além da coordenação das embarcações, a Guarda Costeira prestou assistência no Aterro de Fresh Kills e na parte sul de Manhattan com operações de recuperação de restos mortais e bens. Os navios da Guarda Costeira dos EUA que responderam incluíram os cúteres USCGC Katherine Walker, USCGC Adak e USCGC Tahoma.
O primeiro rebocador da Guarda Costeira dos Estados Unidos a chegar em Nova Iorque foi o USCGC Hawser, que inicialmente atuou como unidade comandante na área. Cerca de uma hora depois, o USCGC Adak chegou ao local e assumiu as operações, incluindo a evacuação de civis, o transporte de bombeiros e demais equipes de resgate, além do estabelecimento de zonas de segurança destinadas a proteger outros ativos de alto valor diante da possibilidade de novos ataques. Em reconhecimento à sua atuação na resposta imediata aos atentados de 11 de setembro, o Adak foi agraciado com o Prêmio de Unidade de Destaque do Secretário de Transportes dos Estados Unidos.
Inúmeros barcos do Corpo de Bombeiros da Cidade de Nova Iorque, incluíndo o Fire Fighter e o John J. Harver (este último aposentado em 1995), foram os primeiros a chegar ao local e realizaram atividades de combate ao incêndio a partir da água, bombeando água do porto em alta pressão para as mangueiras dos bombeiros em terra quando havia pouco ou nenhum abastecimento de água devido a rupturas nas tubulações causadas pela destruição das torres.

### Resposta civil
Diversas linhas de balsa, incluindo a Balsa de Staten Island e a SeaStreak, participaram da evacuação de Lower Manhattan após os atentados de 11 de setembro de 2001. Atendendo a uma chamada emergencial emitida pela Guarda Costeira dos Estados Unidos , essas embarcações se dirigiram à Governors Island para integrar a operação de evacuação. A NY Waterway, com uma frota de 24 barcos, transportou quase 150.000 pessoas.

## Consequências
Vários meios de comunicação elogiaram a coordenação marítima e a evacuação.
Norman Mineta, Secretário dos Transportes, numa audiência da Comissão do 11 de Setembro, afirmou que a resposta foi a “maior evacuação marítima realizada na história dos Estados Unidos”. Como parte das comemorações do 20º aniversário, o Conselho da Liga Naval dos Estados Unidos em Nova Iorque homenageou os operadores marítimos pelo heroísmo demonstrado na “Grande Operação de Resgate Marítimo do 11 de Setembro”.